# سئوچو-دونگ
سئوچو-دونگ (به لاتین: Seocho-dong) یک منطقهٔ مسکونی در کره جنوبی است که در Seocho District واقع شده‌است.